# Brigada de l'HVO de Nikola Šubić Zrinski
La brigada de l'HVO de Nikola Šubić Zrinski (en croat: Brigada HVO Nikola Šubić Zrinski) fou una brigada/regiment del Consell de Defensa Croat que va ser desplegada durant la guerra de Bòsnia. La seu era situada a la ciutat de Busovača, República Croata d'Herceg-Bòsnia. Va ser fundada el 20 desembre de l'any 1992. Va rebre el nom del cap militar croat Nikola Šubić Zrinsko. La brigada estava sota l'autoritat del ZP Vitez. Va participar en la defensa de Busovača, també es desplegà a Bòsnia Central. El monument a la brigada es troba al cementiri de Busovača. El comandant al càrrec era Jure Čavara.